# Robakowo (województwo pomorskie)
Robakowo (dodatkowa nazwa w j. kaszub. Robôkòwò) – wieś kaszubska w Polsce położona w województwie pomorskim, w powiecie wejherowskim, w gminie Luzino.
Wieś szlachecka położona była w II połowie XVI wieku w powiecie puckim województwa pomorskiego. W latach 1975–1998 miejscowość położona była w województwie gdańskim.
Podczas zaboru pruskiego wieś nosiła nazwę niemiecką Robbakau. Podczas okupacji niemieckiej nazwa Robbakau w 1942 została przez nazistowskich propagandystów niemieckich (w ramach szerokiej akcji odkaszubiania i odpolszczania nazw niemieckiego lebensraumu) zweryfikowana jako zbyt kaszubska i przemianowana na nowo wymyśloną i bardziej niemiecką – Rebbekau.

## Demografia
Wieś charakteryzuje się szybkim przyrostem liczby ludności. We wsi intensywnie rozwija się budownictwo mieszkaniowe jednorodzinne.